# موتور اکتکو چری
اکتکو (انگلیسی: ACTECO) یک سری موتور خودرو است که توسط چری اتومبیل چین ساخته شده‌است. این موتور ها از ۸۰۰ سی‌سی تا ۴ لیتر (بسته به مدل) حجم دارند و در چهار نوع سه سیلندر خطی، چهارسیلندر خطی، وی۶ و وی۸ تولید شده‌اند. شرکت اتریشی ای‌وی‌ال در توسعهٔ این موتورها نقش داشته است.
در نوامبر ۲۰۰۶ شرکت فیات اعلام کرد که ۲ موتور ۱٫۶ و ۱٫۸ لیتری اکتکو را بر روی خودروی فیات لینیا قرار خواهد داد.